# Sfera del fuoco (araldica)
Sfera del fuoco è un termine utilizzato in araldica per indicare una fascia concava scintillante all'ingiù, d'oro e significa ardente Carità o amore verso Dio.

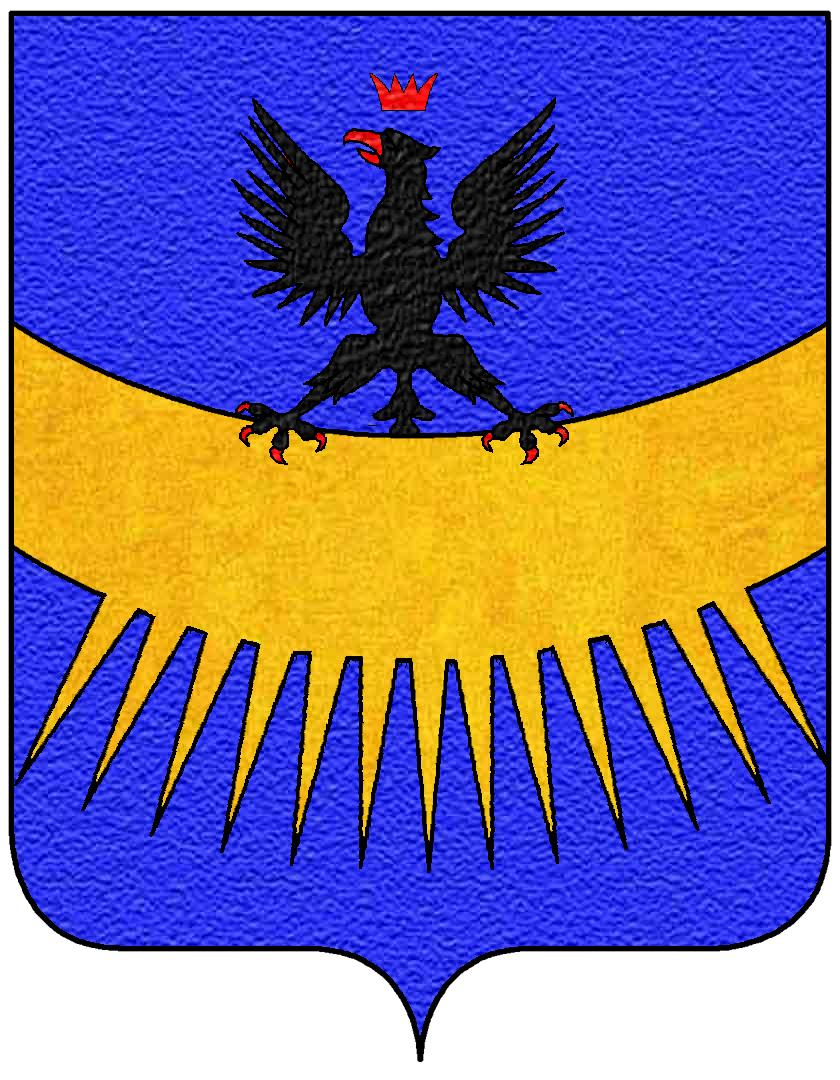
D'azzurro, alla sfera del fuoco d'oro, scintillante verso la punta, carica di un'aquila di nero, coronata, armata e rostrata di rosso (stemma della famiglia Gazini di Vercelli)
D'azzurro, con la sfera del fuoco curva da un lato del capo all'altro, radiosa e scintillante d'oro verso la punta; ed il capo caricato di un'aquila bicipite di nero (famiglia Noyel de Bellegarde della Savoia)[4]